# Luzay
Luzay é uma comuna francesa na região administrativa da Nova Aquitânia, no departamento de Deux-Sèvres. Estende-se por uma área de 20,98 km². Em 2010 a comuna tinha 655 habitantes (densidade: 31,2 hab./km²).